# Siegfried Kasche

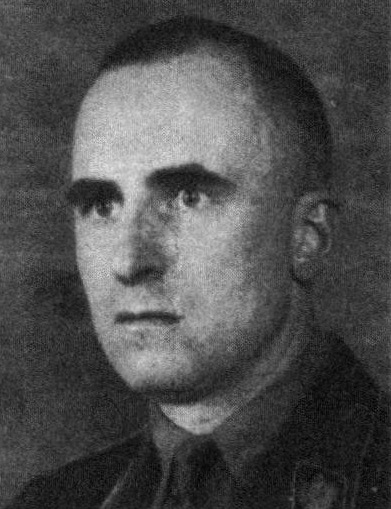
Siegfried Kasche (um 1938)

Siegfried Kasche (* 18. Juni 1903 in Strausberg; † 19. Juni 1947 in Zagreb) war ein deutscher SA-Obergruppenführer und von 1941 bis Mai 1945 Gesandter I. Klasse in Zagreb (Unabhängiger Staat Kroatien).

## Leben und Wirken
Kasche, Sohn eines praktischen Arztes, hatte einen älteren Bruder, Eberhard Kasche (* 19. Mai 1902 in Strausberg; † 21. Juni 1940 in München Gladbach als Leutnant d. R. im Lazarett an den Folgen seiner Verwundung verstorben), der wie er später hauptamtlicher SA-Führer (zuletzt SA-Brigadeführer) wurde.
In seiner Jugend besuchte er das Kadettenkorps in Potsdam und die Kadettenanstalt Lichterfelde. Anschließend nahm er in den Jahren 1919 und 1920 als Freikorps-Mitglied an Kämpfen in Berlin und im Baltikum teil.
1925 trat er in die SA, zum 9. Januar 1926 in die NSDAP ein (Mitgliedsnummer 27.478). Von 1928 bis 1931 war Kasche stellvertretender Gauleiter im Gau Ostmark. Im September 1930 wurde er in den Reichstag gewählt. 1934 sollte Kasche wie zahlreiche andere Führer der SA im Rahmen des sogenannten Röhm-Putsches ermordet werden, überlebte jedoch, da es ihm gelang, so lange auf Göring einzureden, bis dieser ihn laufen ließ. Ab Dezember 1936 zum Reichsredner der NSDAP ernannt, erhielt Kasche den Rang eines „Beauftragten für die NS-Kampfspiele“. Im November 1937 wurde er Führer der SA-Gruppe „Hansa“. In der SA wurde Kasche zum SA-Obergruppenführer ernannt.

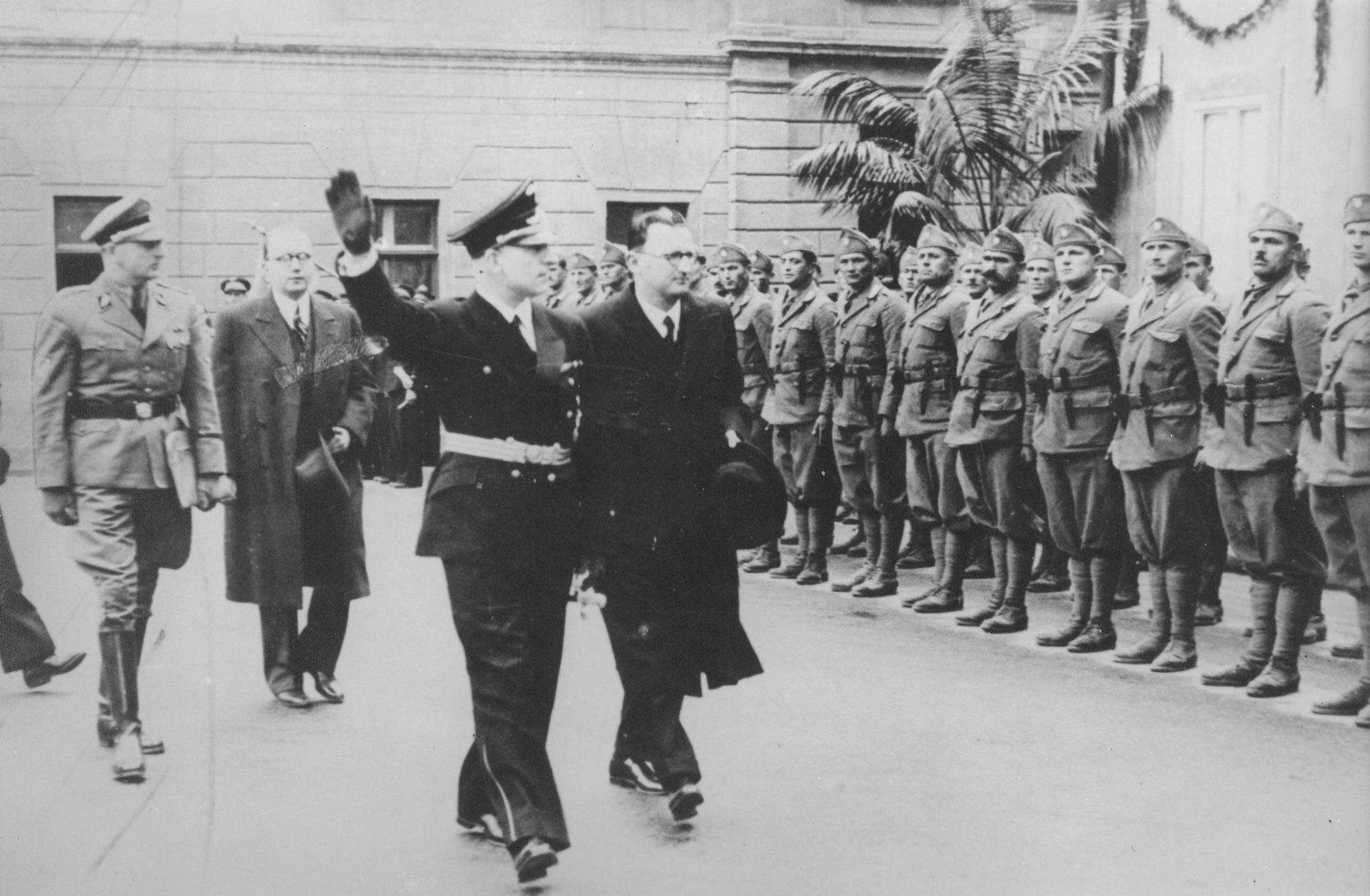
Kasche schreitet gemeinsam mit dem kroatischen Außenminister Lorković (rechts) eine Ehrenformation der Ustascha-Miliz ab (Zagreb, Mai 1941).

Vom 19. April 1941 bis zum Kriegsende im Mai 1945 leitete er die deutsche Gesandtschaft in Zagreb. Hier löste er den Gesandten Hermann Neubacher ab. Gründe, einen SA-Führer zum Gesandten zu ernennen, waren sowohl allgemeine Vorbehalte des Reichsaußenministers Joachim von Ribbentrop gegen Berufsdiplomaten als auch Bemühungen, den wachsenden Einfluss der SS unter Heinrich Himmler in Ost- und Südosteuropa einzudämmen.

## Kriegsverbrechen
Neben seiner Beteiligung an der Deportation von Juden aus Kroatien tat sich Kasche als Fürsprecher des Ustascha-Regimes hervor, und er versuchte, den Völkermord an den Serben im Unabhängigen Staat Kroatien zu rechtfertigen.
Am 16. Juli 1941, wenige Tage nach dem Beginn des Angriffskrieges gegen die Sowjetunion, diskutierten Adolf Hitler, Alfred Rosenberg und Hermann Göring über die Stellenbesetzungen der höchsten zivilen Verwaltungsämter in den zukünftig zu besetzenden Ostgebieten. Anders als Rosenberg und Göring legte sich Hitler fest, für ein zukünftiges „Reichskommissariat Moskowien“ Siegfried Kasche als Reichskommissar einzusetzen. Aufgrund des Kriegsverlaufs wurde diese Planung hinfällig.
In einem Fernschreiben vom 4. März 1943 teilte er dem Auswärtigen Amt in Berlin mit: „Vorarbeiten für neue Judenaktion in Kroatien sind Ende dieser Woche abgeschlossen.“ Am 22. April 1944: „Die Judenfrage ist in Kroatien in weitem Maße bereinigt worden.“
Die Brutalität der Vorgehensweise brachte ihn dabei in Konflikt mit Generaloberst Alexander Löhr, dem Oberbefehlshaber Südost, sowie mit Konstantin Kammerhofer, dem Beauftragten Himmlers in Kroatien, die das Ustascha-Regime als Belastung für die deutschen Interessen ansahen. Mit der Verschlechterung der militärischen Lage in Kroatien, vor allem durch die Partisanen- und Četnicibewegung, verlor Kasches Position in Berlin zunehmend an Bedeutung.
Nach dem Krieg wurde er von den Alliierten an Jugoslawien ausgeliefert. Im Mai und Juni 1947 fand der Hochverrats- und Kriegsverbrecherprozess gegen „Slavko Kvaternik und andere“ vor dem Obersten Gerichtshof der Volksrepublik Kroatien statt, in dem Minister und hochrangige Funktionäre des Ustascha-Regimes sowie Kasche angeklagt und verurteilt wurden. Es ergingen sieben Todesurteile. Während die Todesurteile der übrigen Angeklagten durch Erschießen zu vollstrecken waren, hatte Kasche, der frühere diplomatische Vertreter des Deutschen Reiches, durch den Strang zu sterben. Das Urteil wurde einen Tag nach seinem 44. Geburtstag vollstreckt.